# Padre Martini
Giovanni Battista (Giambattista) Martini (Bologna, 24 april 1706 - ibid., 3 augustus 1784), beter bekend als “padre” Martini, was een Italiaans componist en muziektheoreticus. Hij geldt als de eerste “musicoloog” in de moderne betekenis. In het Internationaal Muziekmuseum en bibliotheek in Bologna zijn twee zalen aan hem, zijn verzameling en zijn vrienden gewijd.

## Biografie

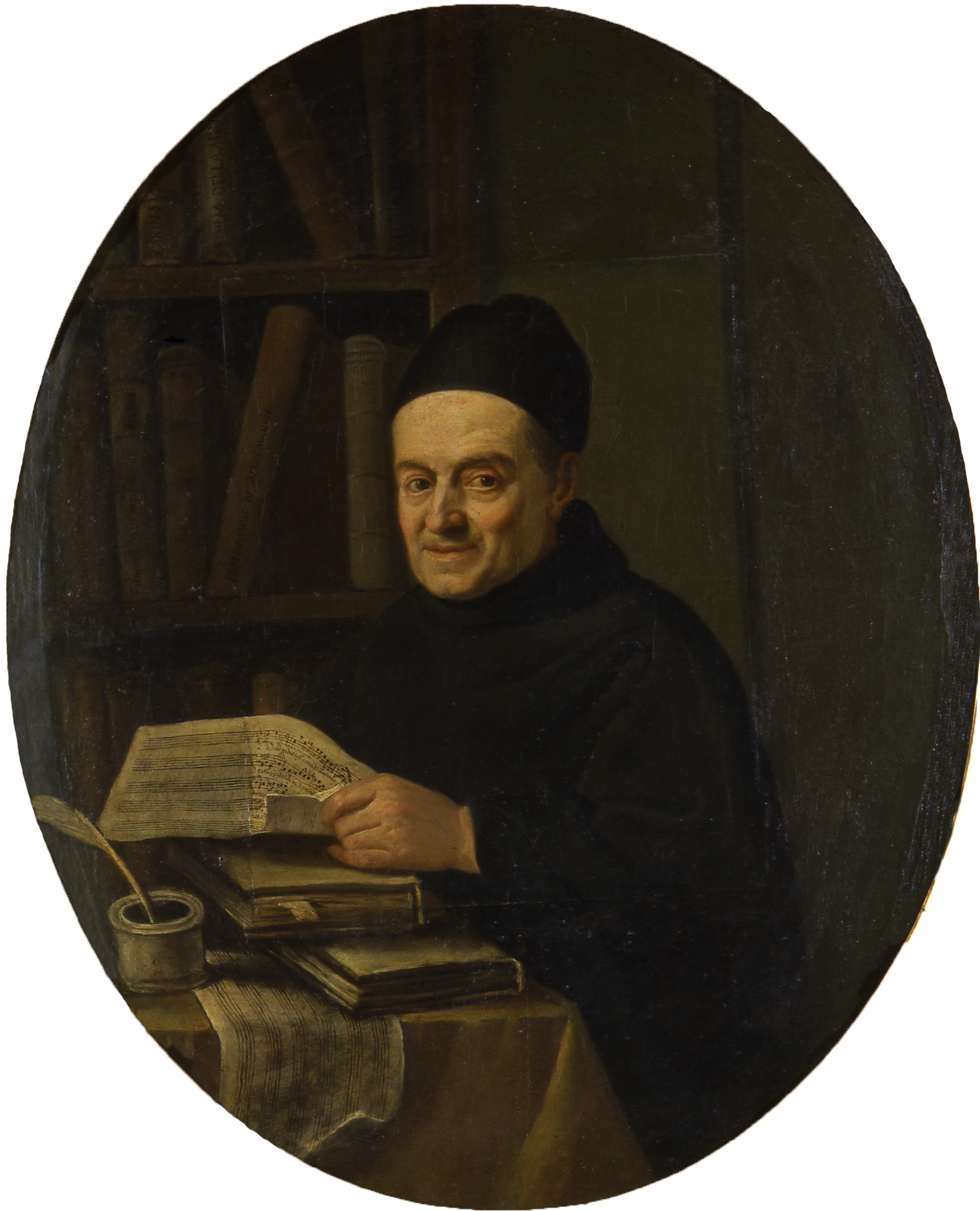
Padre Giambattista Martini

Hij was de zoon van een violist, en leerde dat instrument ook bespelen bij zijn vader. Vervolgens kreeg hij een zeer verzorgde muzikale opleiding. Hij volgde klavier- en zangles bij padre Angelo Predieri (1655-1731) en contrapunt bij de castraat Antonio Riccieri.
In 1721 trad hij toe tot de kloosterorde van de Minorieten. Hij voltooide zijn noviciaat in Lugo en keerde nadien terug naar zijn klooster in Bologna. Hier werd hij in 1725 kapelmeester aan de San Francesco-kerk. Na zijn priesterwijding op 24 februari 1729 ging hij verder muziek studeren bij Giacomo Perti (1661-1756).

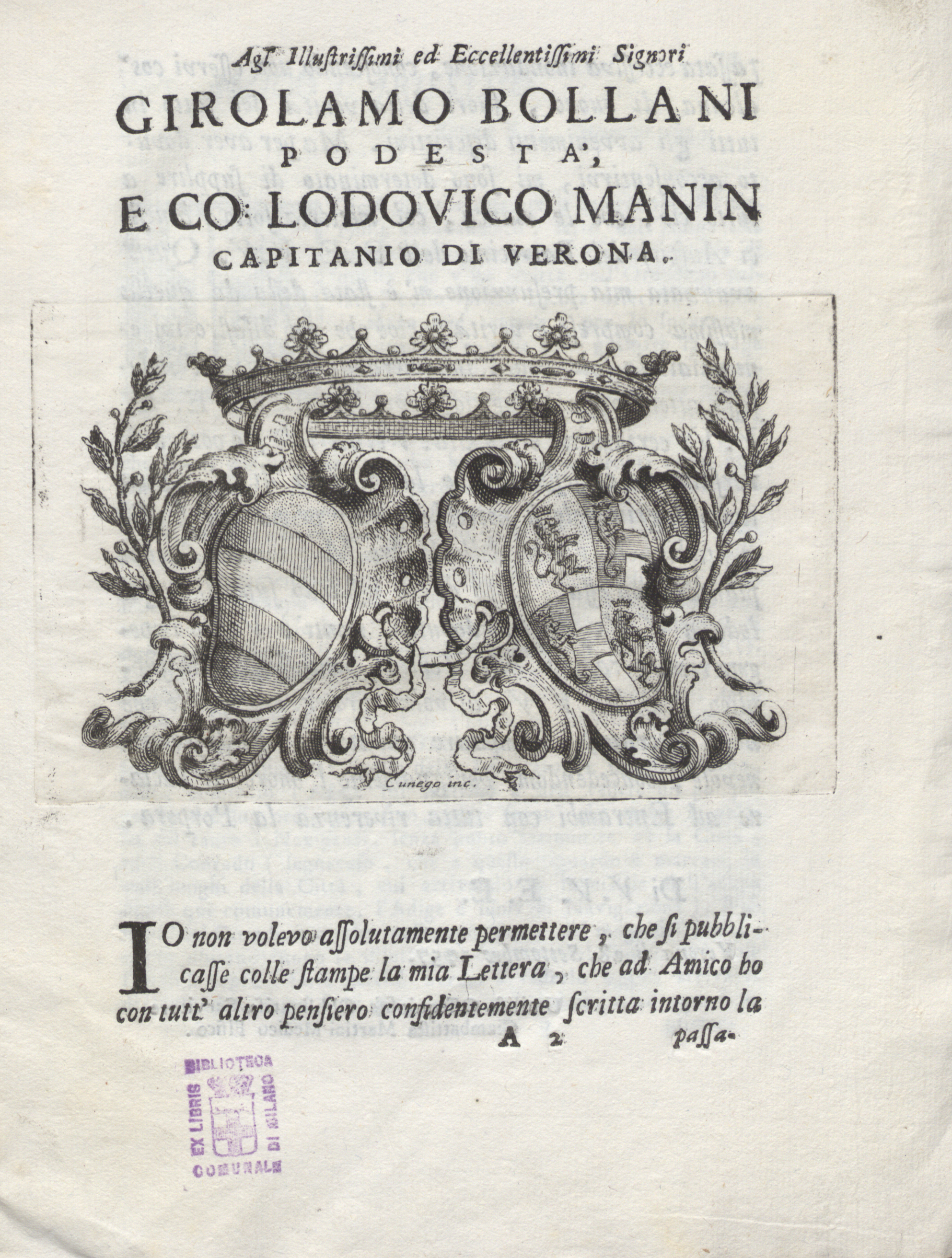
Lettera famigliare intorno l'inondazione di Verona (1757)

Padre Martini werd een van de meest vooraanstaande persoonlijkheden in het muziekleven van de 18e eeuw. Dat zijn roem reeds in die tijd de grenzen van Bologna oversteeg, bewijst zijn correspondentie, waarvan meer dan 6000 brieven zijn bewaard. Daaruit blijkt dat hij correspondeerde onder meer met J.J. Rousseau, Frederik de Grote en paus Clemens XIV. Hij onderhield actieve contacten met zeer veel Europese musici en theoretici, en raakte beroemd als muziekpedagoog in de compositieleer. Door zijn eruditie en zijn kennis, maar vooral door zijn bereidheid die met anderen te delen, trok hij alle musici aan die door Italië reisden. Op die manier kreeg hij leerlingen vanuit geheel Europa op bezoek. Onder zijn leerlingen telde hij veel getalenteerde componisten, waaronder Johann Christian Bach, Grétry, Gluck, Jommelli, maar vooral Mozart. Tijdens de eerste van zijn drie Italiaanse reizen ontmoetten de 14-jarige Mozart en zijn vader Leopold in 1770 de toen 64-jarige padre Martini voor het eerst. Bij hun veelvuldige contacten discussieerden zij samen over onderwerpen in verband met muziekgeschiedenis en compositie. Ook legde padre Martini aan de jonge Mozart allerlei oefeningen voor, waar de leergierige jongen zich met veel enthousiasme op toelegde. Op deze manier heeft Martini veel bijgedragen aan de ontwikkeling van Mozarts muzikale talenten. Zijn onderwijs bleef vooral in Mozarts religieuze muziek steeds latent aanwezig, onder meer in de expressieve manier om een liturgische tekst muzikaal en vocaal te interpreteren. 
Tijdens zijn leven bouwde padre Martini ook een bibliotheek op met 17.000 boeken geheel gewijd aan de muziek, waar hij alles verzamelde wat muziekhistorisch, muziekwetenschappelijk of muziekwiskundig gezien van waarde was.

## Een anekdote
Op 9 oktober 1770 moest de jonge Mozart een proefstuk afleveren. Het handschrift van zijn antifoon "Quaerite primum Regnum Dei" vertoonde echter meerdere fouten tegen de compositieregels, die door padre Martini werden gecorrigeerd. Vermoedelijk schreef Mozart het verbeterde handschrift over alvorens het af te geven aan zijn opdrachtgevers, en … het werd onvoorwaardelijk aangenomen.

## Werken
Zijn nauwgezette studie van middeleeuwse manuscripten en archiefmateriaal én zijn kennis van alle beschikbare muziektractaten van de Oudheid tot in de 18e eeuw, stelden Martini in staat een uitgebreide (maar helaas onafgewerkte) Storia della Musica ("Geschiedenis van de Muziek") te schrijven. Van de vier delen behandelen de eerste drie (1757-1781) de muziek van de Oudheid, terwijl het laatste (de Middeleeuwen tot de 12e eeuw) onafgewerkt bleef en alleen in manuscript bestaat.
Hij schreef ook Essemplare ossia saggio fondamentale pratico di contrapunto, een theoretisch werk in 2 delen (1774/5), alsook enkele kleinere werken.
Martini was ook een productief componist. Meer dan 2500 composities in alle stijlen en genres zijn bewaard in autograaf: missen, oratoria en intermezzi. Bekend zijn zijn vierstemmige Litanieën en Maria-antifonen (1734) en twaalf orgelsonates. Veel van deze geschriften werden later opgekocht of gekopieerd door Franz Xaver Haberl (1840-1910), de stichter van de Regensburgse School voor Kerkmuziek, en zo komt het dat in deze stad de 2e grootste collectie Martini-handschriften bewaard wordt. Daaronder bevindt zich ook een dubbelkorig "Te Deum", dat in 1740 werd uitgevoerd te Bologna, naar aanleiding van de kroning van paus Benedictus XIV.